# Gruzijska umetnost
Najstarejši artefakti iz dediščine ljudstev, ki so naselili današnje ozemlje Gruzije, segajo v prazgodovino. Najdeni so predmeti materialne kulture iz obdobja paleolitika in neolitika. Dela iz bronaste dobe pričajo o visoki kulturi nekdanjih prebivalcev Gruzije. V grobnicah so našli bogato okrašeno posodo iz srebra. Slog nakazuje na vplive kulture Urartu.
Iz helenističnega obdobja prihajajo umetnine z bogatim pletenim okrasjem s stiliziranimi živalskimi figurami. Zaklad iz zlata iz Ačalgorija je iz 5. stoletja našega štetja.
Krščanstvo je bilo v prvi polovici 4. stoletja razglašeno za državno vero. Prve cerkve so bile zgrajene kot osrednje kupolaste zgradbe ali podolgovate bazilike s tremi ladjami s kupolo nad križiščem, in so bile podobne zgodnjim romanskim cerkvam v zahodni Evropi. Figurativni bas reliefi in okrašeni kamniti elementi dokazujejo spretnost nekdanjih kamnosekov. Mozaiki so se pojavljali v apsidah polkupol.
V 10. stoletju postane viden vpliv arabske in perzijske kulture, zlasti v stilistiki miniaturnega pisanja v rokopisih. Slikanje fresk se je razvilo pod vplivom bizantinske umetnosti in se je pojavilo v 12./13. stoletju, z motivi in slogovno tudi iz poslikanih armenskih cerkva, zlasti po vzoru Gregorjeve cerkve v Aniju iz leta 1215, glavne cerkve samostana Kobajr (konec 12. stoletja) in cerkve Matere Božje (Surb Astvacacin) samostana Ačtala (začetek 13. stoletja) , zadnja dva v armenski provinci Lori.
Gruzijski zlatarji so ustvarili bogato okrašene kultne predmete, kot so relikviariji in razpela. Molitveniki so bili vezani v tolčeno srebrno pločevino. Najbolj dragoceno umetniško delo te vrste je naslovnica Berderjevega evangeliarija - delo Beškna in Beka Opizarija. Pomembno vlogo je igrala umetnost okraševanja kovin cloisonne. Ta tehnika je bila uporabljena pri ustvarjanju Marijinega  triptiha iz Čačulija v današnji Turčiji.
Skupaj z rastjo gruzijske monarhije se je izboljševala tudi gruzijska umetnost vse do vrhunca v 12. in 13. stoletju. Od 17. stoletja se je začel propad gruzijske države - in tudi gruzijske umetnosti. Evropski vplivi so postali opazni.
Ruski vplivi so v 19. stoletju povzročili odmik od nacionalnih tradicij. Gruzijski umetniki so obiskovali umetniško akademijo v Sankt Peterburgu. Buržoaziji je bila evropska akademska umetnost všeč.
Tudi naivni slikar Niko Pirosmanašvili (1860-1918) je moral ustvariti svoje slike po okusu svojih neizobraženih kupcev - obrtnikov in lastnikov gostiln; kljub temu je ustvaril pomembna umetniška dela.
V sovjetski dobi so se gruzijski umetniki izogibali upoštevanju pravil socialističnega realizma. Gruzijska umetnost te dobe je namesto konvencionalnega akademizma uporabila monumentalnost. Takrat so po starodavnih modelih umetniki znova odkrili tehniko cizeliranja v bakreni pločevini - tako imenovana Čekanka - in bili zelo priljubljeni.

## Ikone
Srednjeveške gruzijske ikone slovijo kot najlepše stvaritve pravoslavne verske umetnosti. Med pomembnimi primeri so:
- Ikona iz leta 886 iz samostana Zarzma
- Ikona iz 9. stoletja iz Cilkanija
- Znana čudežna iberijska ikona Matere Božje - Panagia Portaitissa (10. stoletje)
- Ikona iz 10. stoletja iz Okone
- Ikona Gospe Hahuli iz 12. stoletja, samostan Hahuli, danes Haho, Turčija
- Ikona svetega Jurija iz 11. stoletja iz Labečine
- Ikona svetega Jurija iz 11. stoletja iz Nakiparija
- Ikona Odrešenika iz Ančishatija, iz 12. stoletja
- Ikona 14. stoletja iz Ubise
- Ikona 16. stoletja iz Alaverdija

- Ikona iz Martvilija (10. st.)
- Gruzijski svečani oklep z zlatimi ploščicami
- Iberijska ikona Matere Božje, Iveron, Atos, Grčija
- Triptih iz Khakhulija
- Ikona Odrešenika iz Ančishatija (Gruzijski umetniški muzej, Tbilisi)